# Tayac
Tayac település Franciaországban, Gironde megyében. Lakosainak száma 127 fő (2022. január 1.). Tayac Francs, Lussac, Petit-Palais-et-Cornemps, Puisseguin, Puynormand és Saint-Cibard községekkel határos.

## Népesség
A település népessége az elmúlt években az alábbi módon változott:
| Lakosok száma | 141  | 140  | 133  | 157  | 133  | 132  | 133  | 133  | 131  | 127  |
|               | 1968 | 1982 | 1990 | 2006 | 2013 | 2015 | 2017 | 2019 | 2020 | 2022 |